# Историография Брестского мира

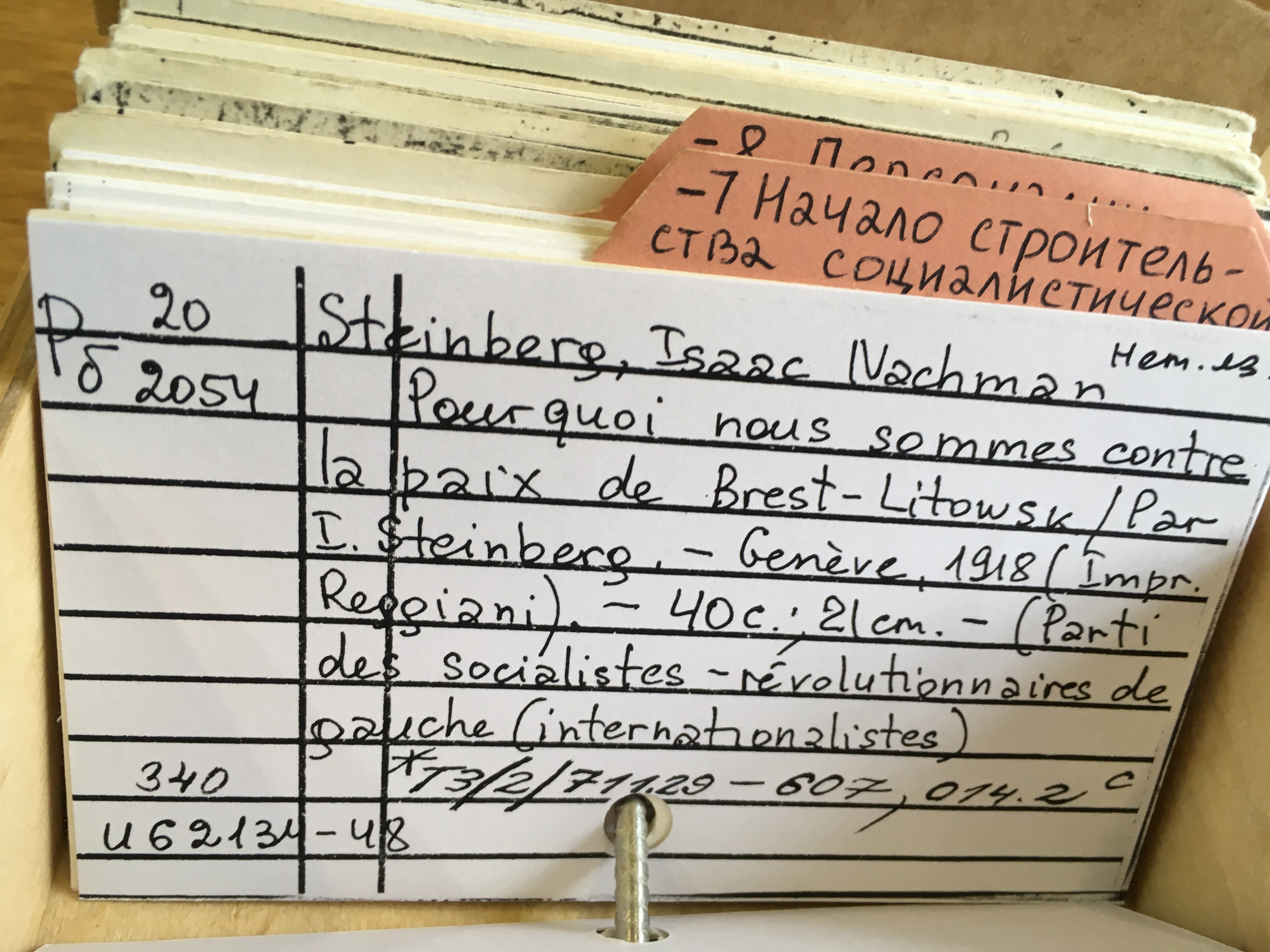
Историография Брестского мира: фрагмент каталога РГБ

Центральное место Брест-Литовского договора как для «восточной политики» Германии, так и для истории Советской России привело к тому, что второе мирное соглашение Великой войны рассматривалось в значительном числе мемуаров и исторических трудов: так, к 1990 году только на территории СССР о Брестском мире были опубликованы как минимум 44 монографии, 33 брошюры и 129 статей, а работа историка Йодайта, опубликованная в 1961 году, содержала перечень из 135 работ — преимущественно, на немецком языке.

## Историография
Центральное место Брест-Литовского договора — как для всей Германской «восточной политики» (см. Ostpolitik), так и для истории Советской России — привело к тому, что почти каждая мемуарная работа, охватывающая период 1918 года, обсуждала тему мира. Как следствие, историк Клаус Йодайт ещё в 1961 году предлагал ограничиться рассмотрением мнений только непосредственных участников переговоров и авторов последующих исследовательских работ.

### Советская историография
К 1990 году только на территории СССР о Брестском мире были опубликованы как минимум 44 монографии, 33 брошюры и 129 статей. Елена Каплуновская выделяла три этапа в советской, весьма «партийной и канонизированной», историографии Брестского мира и внутрипартийной дискуссии о нём — историографии, представлявшей собой «меняющийся калейдоскоп историографических представлений», в рамках которых фактические данные о ходе переговоров интерпретировались со все новых идеологических и революционно-теоретические позиций.